# 2018-as kanadai labdarúgókupa
A 2018-as kanadai labdarúgókupa (angolul: Canadian Championship) volt a kanadai labdarúgókupa 11. szezonja. A sorozat 2018. június 6-án kezdődött és augusztus 15-én ért véget. A döntő első mérkőzését az vancouveri BC Place Stadionban, míg a visszavágót a torontói BMO Fielden rendezték meg. A címvédő a Toronto volt. A trófeát újra a Toronto csapata szerezte meg, a kupa története során hetedik alkalommal.

## Lebonyolítás
| Kör                   | Első mérkőzés | Második mérkőzés |
| --------------------- | ------------- | ---------------- |
| Első selejtező kör    | június 6.     | június 13.       |
| Második selejtező kör | június 20.    | június 27.       |
| Elődöntő              | július 18.    | július 25.       |
| Döntő                 | augusztus 8.  | augusztus 15.    |

## Első selejtező kör
| 2018. június 6. 7:30 ETZ |

| Blainville          | 2–1 | Oakville Blue Devils |
| ------------------- | --- | -------------------- |
| Syla 26' Mayard 90' |     | Novak 40'            |

| Stade Desjardins, Laval, Québec |

| 2018. június 13. 7:30 ETZ |

| Oakville Blue Devils | 0–1 | Blainville |
| -------------------- | --- | ---------- |
|                      |     | Abzi 45'   |

| Ontario Soccer Centre, Vaughan, Ontario |

A Blainville csapata győzött 3–1-es összesítéssel.

## Második selejtező kör
| 2018. június 20. 7:30 ETZ |

| Blainville | 0–1 | Ottawa Fury |
| ---------- | --- | ----------- |
|            |     | Taylor 1'   |

| Stade Desjardins, Laval, Québec Játékvezető: Alan Ruch |

| 2018. június 27. 7:30 ETZ |

| Ottawa Fury | 1–0 | Blainville |
| ----------- | --- | ---------- |
| Haworth 21' |     |            |

| TD Place Stadion, Ottawa, Ontario Nézőszám: 3 915 Játékvezető: Juan Marquez |

Az Ottawa Fury csapata győzött 2–0-ás összesítéssel.

## Elődöntő
| 2018. július 18. 7:30 ETZ |

| Ottawa Fury | 0–1 | Toronto   |
| ----------- | --- | --------- |
|             |     | Osorio 5' |

| TD Place Stadion, Ottawa, Ontario Nézőszám: 6 057 Játékvezető: Silviu Petrescu |

| 2018. július 25. 7:30 ETZ |

| Toronto                             | 3–0 | Ottawa Fury |
| ----------------------------------- | --- | ----------- |
| Akinola 36' Hamilton 76' Osorio 84' |     |             |

| BMO Field, Toronto, Ontario Nézőszám: 18 795 Játékvezető: Pierre-Luc Lauziere |

A Toronto csapata győzött 4–0-ás összesítéssel.
| 2018. július 18. 7:30 ETZ |

| Montréal  | 1–0 | Vancouver Whitecaps |
| --------- | --- | ------------------- |
| Silva 58' |     |                     |

| Saputo Stadion, Montréal, Québec Nézőszám: 13 389 Játékvezető: Yusri Rudolf |

| 2018. július 25. 7:00 PST |

| Vancouver Whitecaps             | 2–0 | Montréal |
| ------------------------------- | --- | -------- |
| Reyna 19' Kamara 60' (11-esből) |     |          |

| BC Place Stadion, Vancouver, Brit Columbia Nézőszám: 19 267 Játékvezető: David Barrie |

A Vancouver Whitecaps csapata győzött 2–1-es összesítéssel.

## Döntő
| 2018. augusztus 8. 7:00 PST |

| Vancouver Whitecaps               | 2–2 | Toronto                |
| --------------------------------- | --- | ---------------------- |
| Kamara 24' (11-esből) Hurtado 84' |     | Osorio 26' Henry 90+6' |

| BC Place Stadion, Vancouver, Brit Columbia Nézőszám: 16 833 Játékvezető: David Gantar |

| 2018. augusztus 15. 7:30 ETZ |

| Toronto                                        | 5–2 | Vancouver Whitecaps |
| ---------------------------------------------- | --- | ------------------- |
| Altidore 39' 49' 53' Giovinco 44' Ricketts 80' |     | Kamara 63' Shea 77' |

| BMO Field, Toronto, Ontario Nézőszám: 14 994 Játékvezető: Drew Fischer |

A Toronto csapata győzött 7–4-es összesítéssel.